# Свято-Миколаївська церква (Бучин)
Свято-Миколаївська церква належить громаді Української православної церкви (Московського патріархату) села Бучин Любешівського району Волинської області знаходиться на околиці села, на острівку, в заплаві річки Стохід.

## Історія
Храм побудовано на місці з'явлення Бучинської ікони Божої Матері. Будівництво нині діючого храму було завершено у 1926 році, на заміну церкви Великомучениці Параскєви, розібраної австро-німецькими
вояками у 1915 році. З 1914 по 1917 роки річкою Стохід проходила лінія фронту між російськими та австро-німецькими військами, а церква стояла за 200 метрів від річки.
В «Статистических сведениях о церквах и причтах Минской епархии» опублікованих в додатку до 24 номера Мінських єпархіальних Відомостей за 1880 рік повідомлялось, що церква в Бучині:

| Деревяна і досить стара. У 1848 і 1868 роках виправлена парафіянами. Число прихожан — 637 |
До 1915 року церква в Бучині відносилась до Мінської єпархії Російської православної церкви, з 1922 по 1943 року до Поліської єпархії Польської православної церкви, а з 1944 року до Волинсько-Рівненської єпархії.
В 1960 році атеїстичний правлячий режим заборонив Богослужіння у храмі. У зв'язку із припиненням Богослужінь, Бучинська Ікона Богородиці вислуховувала молитовні сповіді-прохання віруючих християн в церкві села Деревок Любешівського району. Коли в дев'яностих роках постала незалежна держава Україна, в Бучині стараннями жителів села, під керівництвом старости церковної громади Миколи Ілліча Левковця відновили закритий режимом храм і величною Хресною ходою образ Богородиці на руках бучинців повернувся на своє почесне місце.
З 1990 року церква належить до Волинської єпархії Української православної церкви (Московського патріархату).

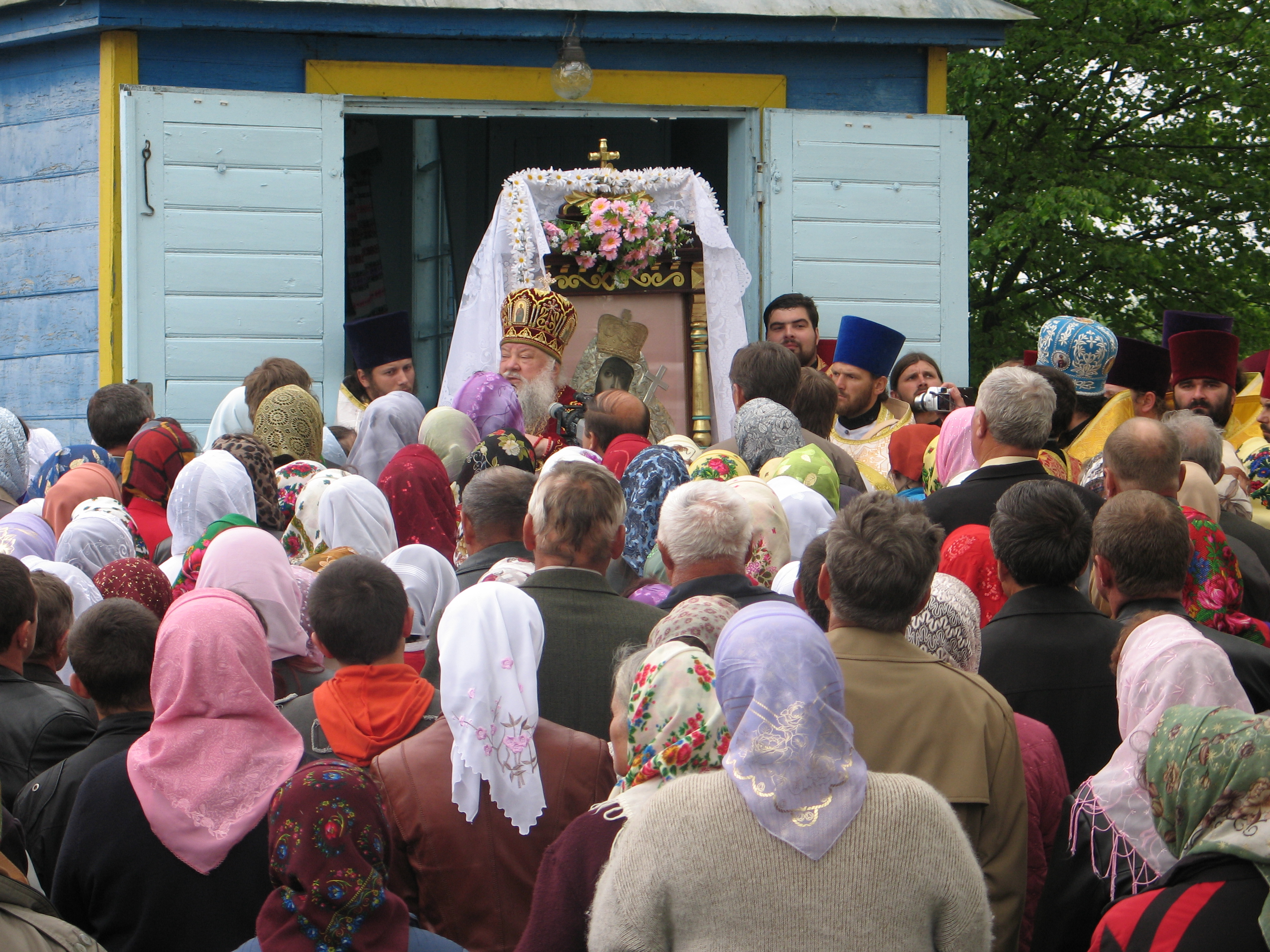
Владика Ніфонт в Бучині 2008 рік

Метричні книги Бучинської церкви за 1840,1841,1859 роки зберігаються в Національному історичному архіві Білорусі в Мінську (136 фонд 14 опис). У Волинському обласному державному авхіві (м. Луцьк) зберігаються метричні книги за період з 1871 по 1914 роки, а також за 1924 та 1925 та по 1933 роки (Фонд 35 опис 9).Метричні книги з 1934 року по 1950 роки зберігаються в Любешівському районному відділенні реєстрації актів цивільного стану.
15-кілометровий Хресний Хід до Бучинської ікони Божої Матері відбувається щорічно 22 травня з початком в селі Зарудче Любешівського району.
В 1939 році 22 травня на храмовому святі в Бучині було більше двох тисяч прочан, а літургію служили 20 священиків на чолі з єпископом Камінь-Каширським, вікарієм Поліської єпархії ППЦ Антонієм (Марценко)
22 травня 2008 року святкову Божественну Літургію в Бучинському Храмі очолював керуючий Волинською єпархією УПЦ Митрополит Луцький і Волинський Ніфонт . Після подячних молитов перед Іконою Богородиці він виголосив, хвилюючу серця прочан, проповідь відео версія або аудіо версія .

## Священники

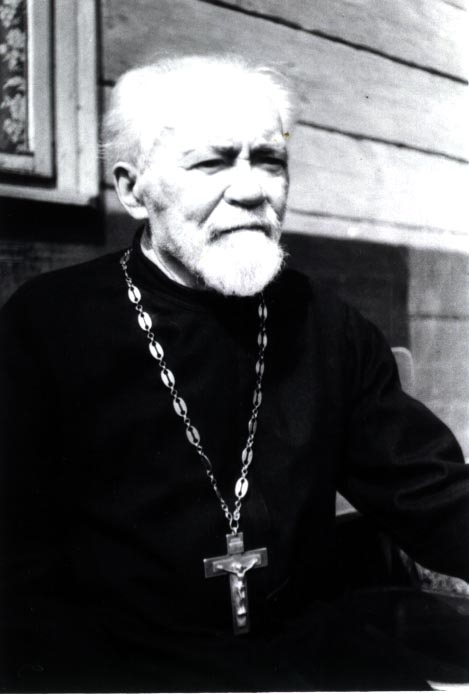
Веренич Іван Петрович

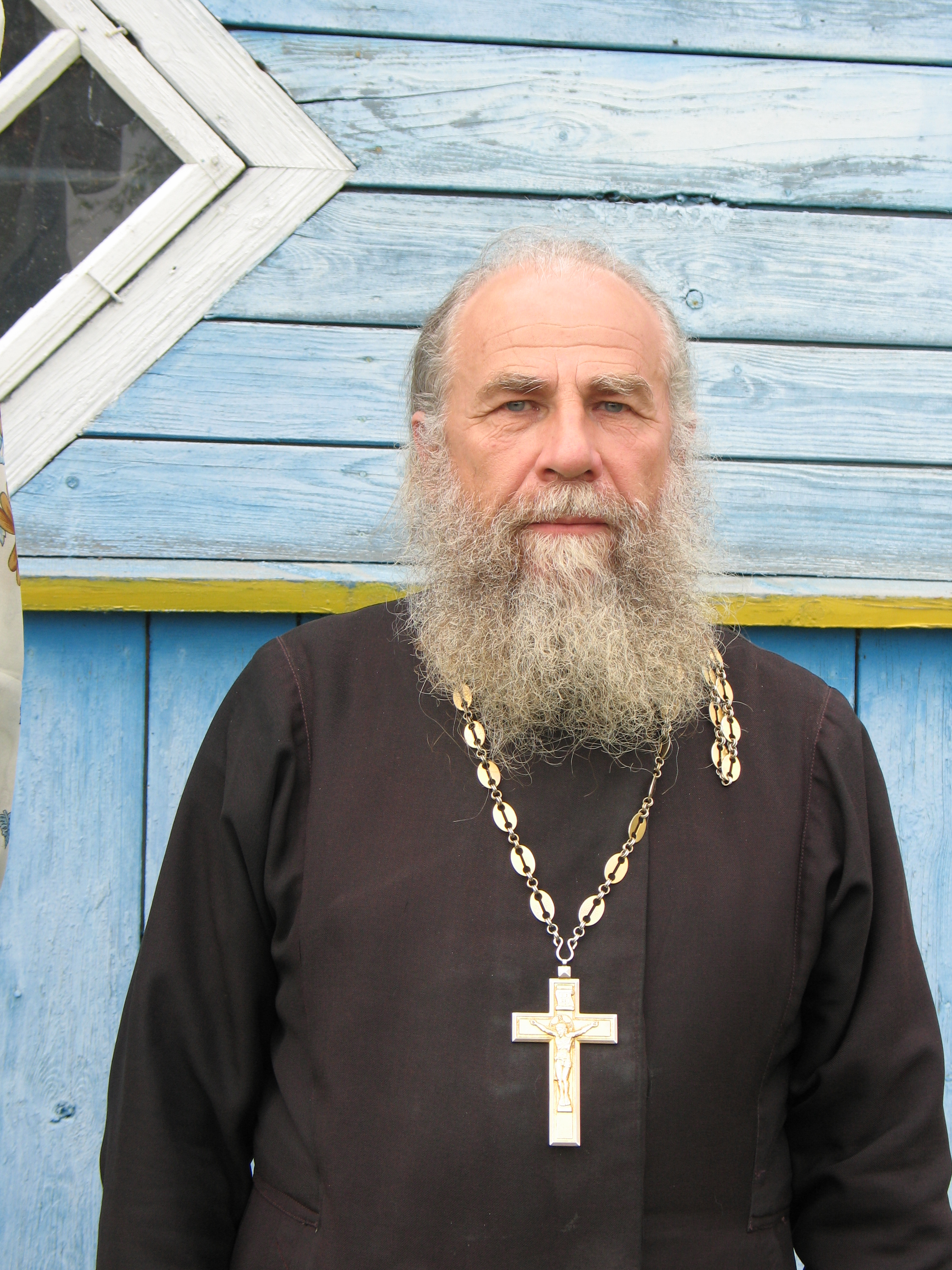
Мельник Степан Савович

У церкві служили священики:
- Ілларіон Цирількевич[6] — з 1848 по 1863 роки.
- Ігнатій Прушинський — з 1870 по 1875.
- Михайло Малевич — з 1876 по 1892.
- Фома Тумилович — з 1892 по 1895.
- Олексій Данкевич — з 1895 по 1900.
- Василь Оберман — з 1900 по 1915.
- Василь Миколайович Бєлоголовік (1893—1926) — з 1922 по 1926.
- Євген Кваченюк — з 1927 по 1930.
- Іоан Лозицький — з 1931 по 1933.
- Микола Роздяловський — з 1933 по 1935.
- Сергій Євгенович Кульчинський — з 1936 по 1942.
- Павло Ісакович Семенович — з 1943 по 1945.
- Никон Якович Наумович — з 1946 по 1948.
- Іван Петрович Веренич — з 1948 по 1959.
- Степан Савович Мельник — з 1992 по 2006.
- Г.Андрійчук — з 2006 року і дотепер.

Дяками в церкві у свій час служили:
- Савич Адам Михайлович[7] з 1865 по 1903 роки,
- Покривний Михайло — з 1903 по 1908 роки,
- Проневич Вікентій — з 1908 по 1914 роки,
- Ахроменко Ісидор — з 1914 по 1920 роки,
- Лосич Антон — з 1921 по 1933 роки,
- Наумович Никон — з 1936 по 1940 роки.

## Творчість

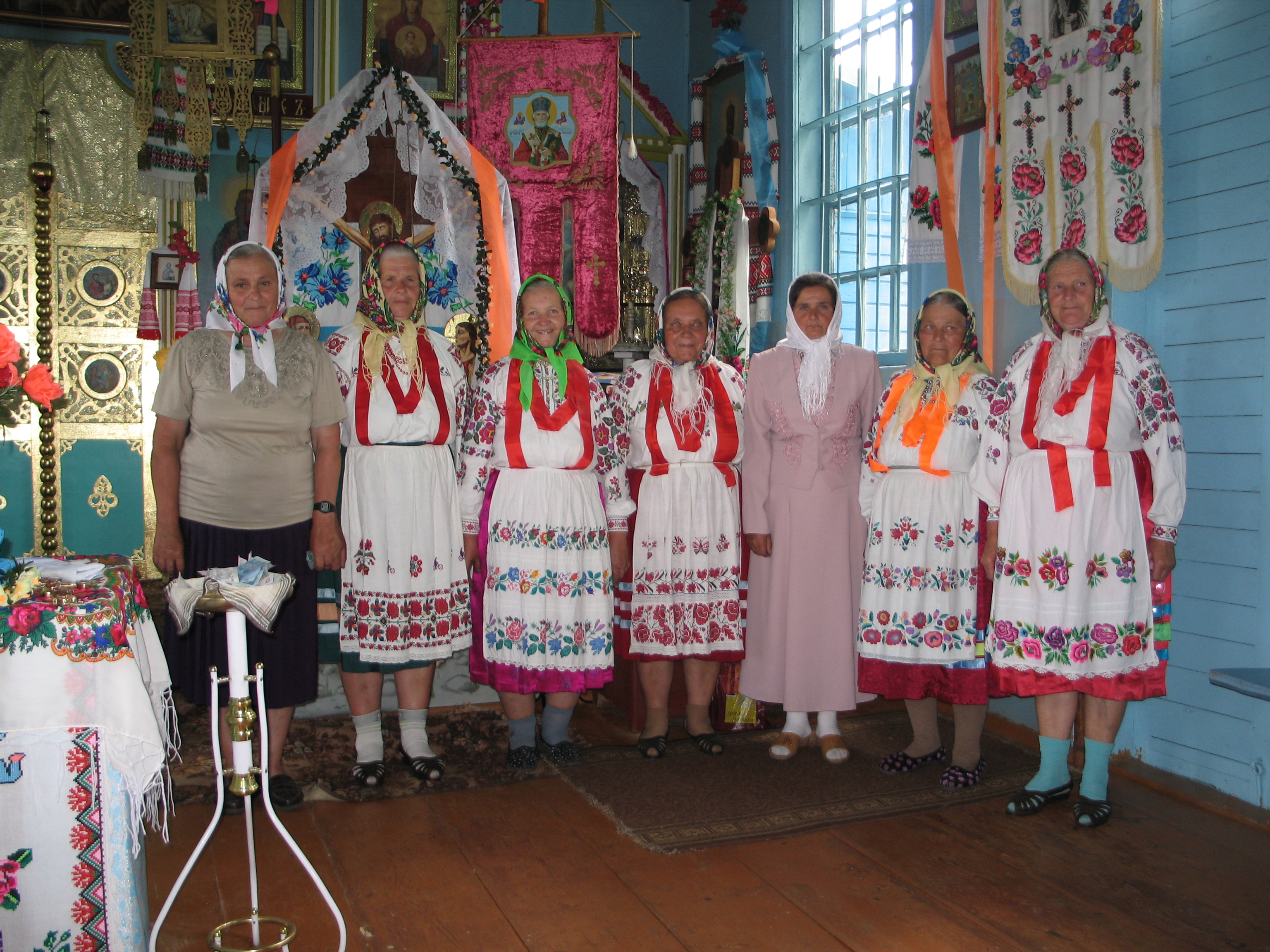
Церковний хор 2006 рік

Отцем Іваном Парипою — настоятелем православного Храму в селі Кухітська Воля Рівненської області створено і записано з його чоловічим і жіночим церковними хорами пісню «Бучинське Диво» На пісню створено також і відео-кліп.